# Kaliopi
Kaliopi Bukle (na língua arromena: Caliopi Bucle, na língua macedónia: Калиопи Букле) (Kičevo, República Socialista da Macedónia, Macedónia, 28 de dezembro de 1966) mais conhecido por Kaliopi, é uma popular cantora e compositora da República da Macedónia.

## Biografia

### Juventude e educação musical
De raízes arumanas, Kaliopi sempre mostrou interesse pela música desde tenra idade. Em 1976, aos 9 anos, participou de festival as crianças macedónio "Zlatno Slavejče" com a canção "Tebe Majka ceka" de Tereza Kesovija, garantindo o primeiro lugar. Mais tarde, entre 1978 e 1980, Kaliopi excursionou com o coro de Zapro Zaprov "Razvigorče" em países como Tchecoslováquia, Eslovénia e Áustria.
Anos mais tarde, estudou canto durante quatro anos, então em 1984 para continuar seus estudos na Academia de Música de Blagoja Nikolovski. Nesse mesmo ano, obtém o terceiro lugar num concurso de canto jugoslavo destacado-se como a mais jovem artista da música clássica de que a competição teve para ter 18 anos. Mais tarde Kaliopi se junta a uma banda, que anos depois seria nomeado, gravando seu primeiro single "Tomi" e "Me da nemoj budis" (Não me acorde).

### Êxito profissional
Em 1985, Kaliopi participou do Festival Opatija como parte do grupo Kaliopi, ganhando o prêmio de Melhor Intérprete, que é dado pela imprensa jugoslava. Em 1986, a banda lança seu primeiro álbum para o RTV Ljubljana chamado "Kaliopi". Nesse mesmo ano, a banda participou do Festival de Split, na Croácia, vencendo o prêmio Artista Revelação para a música "Da mora zna" (Se o mar sei), que também prolcamou como a canção mais popular das estações de rádio desse país. Em 1988, a banda lança o seu segundo álbum de estúdio intitulado "Rodjeni" (Nascimento), produzido em Zagreb, que catapulta-los para grandes sucessos dos singles "Bato", "Kofer ljubani", "Da more zna", "Ostani u meni "," Nebo mi sja ", entre outros.
No sucesso, a banda se apresentou em festivais e programas de televisão diversos, na Jugoslávia, e por uma extensa turnê que percorreu toda a União Soviética. O topo de sua popularidade, Kaliopi e seu marido até agora fundador da banda Romeo Girl, mudou-se para a Suíça, que levou à dissolução da banda e 10 anos de ausência do cenário musical.

### Participação no Festival da Eurovisão

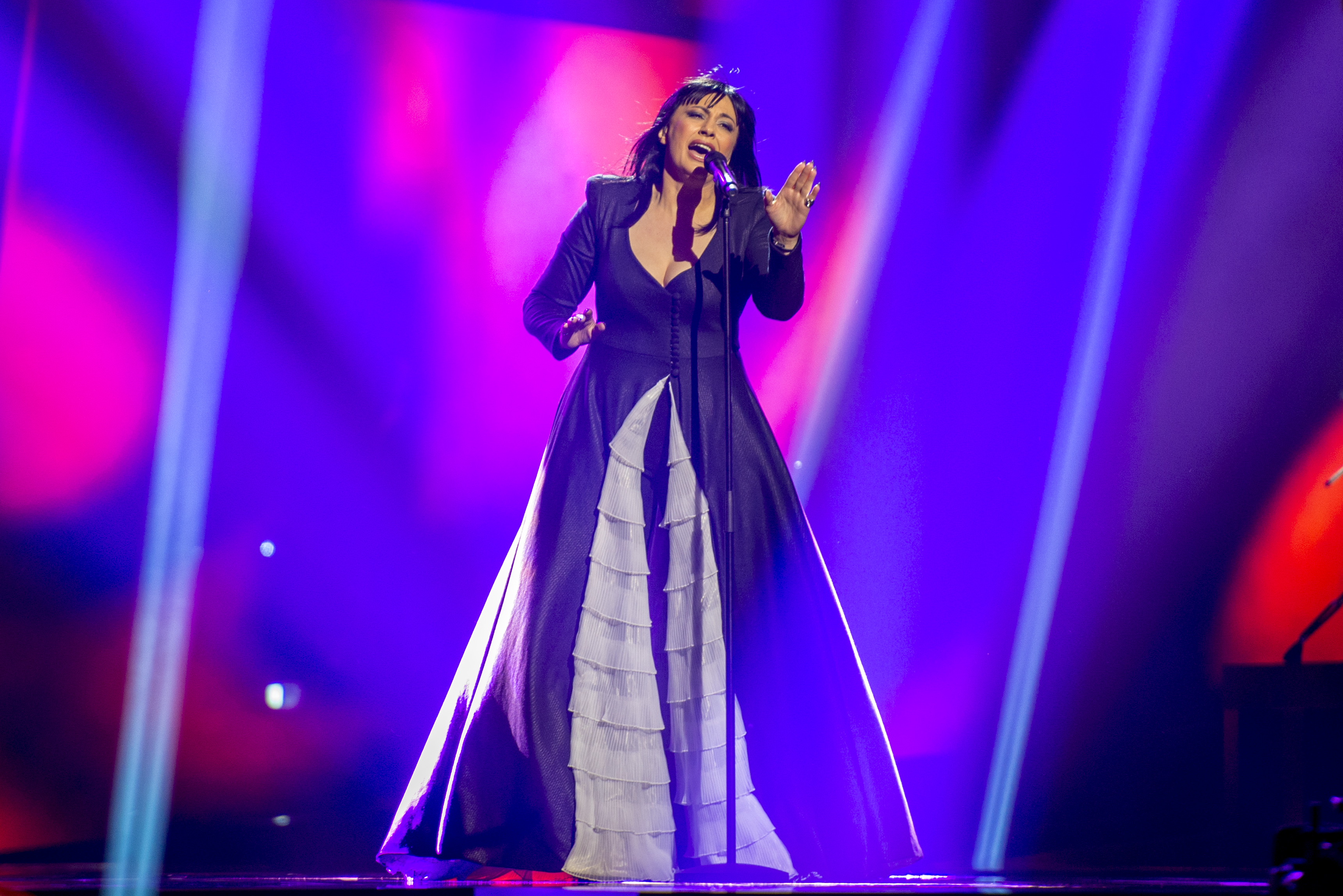
Kaliopi a representar a Macedónia no Festival Eurovisão da Canção 2016.

Em 1996, Kaliopi volta ao palco, optando por fazer o prestigioso Skopje Fest, tocando a música "Samo ti" (Só Você) que levou a vitória pela decisão do público e um júri de especialistas.
A partir desse ano, o festival foi usado como um procedimento de selecção para escolher o representante da Macedónia no Festival Eurovisão da Canção. Kaliopi era para ser a primeira representante do país nas competições europeias, no entanto, não conseguiu passar da pré-qualificação, de modo que a cantora não pudesse entrar no palco em Oslo.
Kaliopi apresentou também á pré-selecção nacional pelo MKRTV para o Festival Eurovisão da Canção 2002 com a canção "Pesna za nas" (Canção sobre nós) que terminou em 5º lugar.
3 anos depois, ela apresentou-se para a pré-selecção nacional para o Festival Eurovisão da Canção 2005, da primeira fase de seleção. Mas dias depois, decide retirar da competição. Tentou novamente em 2009 representar a República da Macedónia com "Naum Petreski" ficando em 2º lugar com 18 pontos, para uma oportunidade de vencer da próxima vez. Finalmente a artista foi escolhida pela televisão pública macedónia para representar o país no Festival Eurovisão da Canção 2012 em Baku no Azerbaijão.. Nesse ano, a cantora representou o seu país com a canção "Crno i Belo" chegando até a grande final do concurso. 
No ano de 2016, Kaliopi volta a ser selecionada para representar novamente o seu país com a canção "Donna".

## Discografia

### Álbuns
- 1986 – Kaliopi
- 1987 – Rodjeni
- 1999 – Oboi Me
- 2001 – Ako Denot Mi E Nok
- 2002 – Najmila – Live and Unreleased
- 2003 – Ne Mi Go Zemaj Vremeto
- 2005 – Me, Isadora
- 2007 – The Best Of
- 2008 – Zelim Ti Reci
- 2009 – Oblivion (com Edin Karamazov)
- 2010 – Poraka

### Singles
| - Tomi – 1984 - Nemoj da me budis – 1984 - Leo – 1985 - Leto e avantura – 1985 - Ostani vo mene – 1986 - Bato – 1987 - Emanuel – 1987 - Samo Ti – 1996 - Ne Placi – 1998 - Ne Zaboravaj – 1998 - Oboi Me – 1999 - Daj da Pijam – 2000 - Ako denot mi e nok – 2001 - Na Pat do Makedonija – 2001 - Dali me sakas – 2001 - Za samo eden den – 2002 | - Najmila – 2002 - Zasluzena Zemja – 2002 - Ne Mi Go Zemaj Vremeto – 2003 - Za Kogo Postojam – 2003 - Smeh – 2004 - Toa Sum Jas – 2004 - Purpurni Dozdovi (dueto com Vasil Zafirchev) – 2004 - Bel Den (dueto com Esma) – 2004 - Koga prokleto ti trebam – 2005 - 1000 Bozji Cvetovi – 2006 - Silna/Silna (Remix) – 2006 - Zivotot e Jabe – 2006 - New Day (dueto com Garo Junior) – 2006 - Grev – 2007 - Probudi Me – 2007 | - Melankolija (dueto com Massimo Savic) – 2007 - Spring in my mind – 2007 - Crne Ruze – 2008 - Reci Mi – 2008 - Za Tebe Čuvam Sebe – 2008 - Ljubi – 2008 - Zelim ti Reci – 2009 - Rum Dum Dum (dueto com Naum Petreski) – 2009 - Ljubičice – 2009 - Meni je ime/Moeto Ime – 2009 - Srekja i taga – 2009 - Nevinost – 2009 - Zasekogas/Zauvijek – 2010 - Kazi, kazi libe Stano (dueto com Rade Serbedzija) - 2010 - Ne sum kako ti/Ja nisam kao ti - 2010 - Ti - 2010 |